# Жабљак Црнојевића
Жабљак је острвска тврђава у Скадарском језеру у близини ушћа Мораче. Претпоставља се да је Жабљак основан током X века, док прва позната писана сведочанства о њему потичу из средине XV века. Био је у поседу властелинске породице Црнојевића, па је по томе и добио назив. У време када се Зета налазила у саставу српске деспотовине, ово је утврђење било под влашћу Стефана Лазаревића а касније Ђурђа Бранковића.
Након тога постаје престоница Црнојевића, до 1478. године, када га заузимају Османлије. Жабљак Црнојевића је био опасан јаким бедемима са кулама, а имао је једну капију. У граду су се осим двора Црнојевића налазили: црква Св. Ђорђа (у време Османлија претворена у џамију) стамбени и војни објекти, као и складишта за робу и цистерна за воду. Од стране Црногораца Жабљак је освојен и попаљен шездесетих година XIX века, а године 1878. одлуком Берлинског конгреса, враћен је Црној Гори. До остатака утврде се може доћи од Голубоваца, копненим путем, кад вода није висока.
Павле Ровински је записао детаље привременог ослобађања Жабљака од стране Цеклињана 1835. 12 јунака је неколико дана држала тврђаву, док је Његош, на притисак великих сила, понајвише Русије, није вратио Турцима. Да би се јунаци попели до тврђаве требало је измјерити висину. У тврђаву је код жене Јусуф-аге, диздаревог брата, долазила једна Цеклињанка, да би јој понешто продала. Једном су повеле разговор који је град виши, Жабљак или Ријечки град (Ријека Црнојевића). Жена Јусуф аге је бацила клупко конца и тако су измјериле висину, па је Цеклињанка тако исто требала измјерити висину Ријечке тврђаве. По тој мјери Цеклињани су посјекли највеу јасику коју су нашли и од ње направили стубе. Кењо Станков је водио 12 људи. Када се Кењо попео, осталима је спустио свој појас и ноћу су сви тихо ушли у тврђаву. Одгурнуо је стубе и дошавши до капије, свезали су стражу, Јусуф-агу и диздара, Јакуп-агу. Турска војска извана је нападала тврђаву, а Црногорцима је у помоћ дошло 200 ратника из Рваша, које је предводио Вук Љешевић. Црногорци су побиједили. Као трофеј су са тврђаве на Цетиње понијели два топа (назвали су их крњо и зеленко), а на једном је Његош написао: Црногорци кад оно витешки, Жабљак тврди турски похараше, Онда мене старца заробише, на Цетиње србско довукоше. Mјесеца марта 10 1835. Цетињски манастир је било мјесто гдје су топови били до 1916. (испред манастира), а од тада до данас су у Биљарди. Етнички (несрпски) Црногорци, када говоре о овој побједи и о топовима, избјегавају навести који је текст на једном од топова. 130 Црногораца су и у доба књаза Данила, исто преко стуба заузели Жабљак.